# Zimbabwe címere

Zimbabwe címere

Zimbabwe címere egy két részre osztott pajzs, amelynek alsó, zöld részén Zimbabwe romváros egyik tornyát ábrázolták, a felső, fehér sávon pedig hét kék színű függőleges hullámos sávot helyeztek el. A pajzs egy keresztben elhelyezett puskának és kapának támasztották, valamint két kudu tartja egy zöld dombon állva. A pajzs felett egy vörös csillagot, azon pedig a sárga madarat ábrázoltak. Alul az ország mottója olvasható egy fehér szalagon: „Unity, Freedom, Work” (Egység, szabadság, munka).